# Costantino Stella (arcivescovo)
Costantino Stella (Pieve di Soligo, 2 dicembre 1900 – 24 ottobre 1973) è stato un arcivescovo cattolico italiano.

## Biografia
Nato nel 1900 a Pieve di Soligo, fu ordinato sacerdote nel 1925. Il 24 agosto 1942 fu nominato da papa Pio XII contemporaneamente vescovo ausiliare di Vittorio Veneto e titolare di Nilopoli, ricevendo la consacrazione episcopale il 28 ottobre successivo da Adeodato Piazza, patriarca di Venezia, insieme ai co-consacranti Giovanni Jeremich e Antonio Mantiero. Il 18 gennaio 1945 fu nominato vescovo di Nocera Umbra-Gualdo Tadino e infine, il 5 luglio 1950, fu nominato arcivescovo dell'Aquila. Seguendo le disposizioni del Concilio Vaticano II, fu insignito del titolo di metropolita da papa Paolo VI il 15 agosto 1972, che elevò l'arcidiocesi a sede metropolitana. Il 2 giugno 1973 si dimise, rimanendo arcivescovo emerito fino alla sua morte, avvenuta solo pochi mesi dopo, il 24 ottobre.

## Genealogia episcopale e successione apostolica
La genealogia episcopale è:
- Cardinale Scipione Rebiba
- Cardinale Giulio Antonio Santori
- Cardinale Girolamo Bernerio, O.P.
- Arcivescovo Galeazzo Sanvitale
- Cardinale Ludovico Ludovisi
- Cardinale Luigi Caetani
- Cardinale Ulderico Carpegna
- Cardinale Paluzzo Paluzzi Altieri degli Albertoni
- Papa Benedetto XIII
- Papa Benedetto XIV
- Cardinale Enrico Enriquez
- Arcivescovo Manuel Quintano Bonifaz
- Cardinale Buenaventura Córdoba Espinosa de la Cerda
- Cardinale Giuseppe Maria Doria Pamphilj
- Papa Pio VIII
- Papa Pio IX
- Cardinale Alessandro Franchi
- Cardinale Giovanni Simeoni
- Cardinale Antonio Agliardi
- Cardinale Basilio Pompilj
- Cardinale Adeodato Piazza, O.C.D.
- Arcivescovo Costantino Stella

La successione apostolica è:
- Vescovo Eusebio Septimio Mari, O.F.M.Cap. (1954)